# Réczi Ágnes
Réczi Ágnes (Budapest, 1989–) magyar tervezőgrafikus és marketingszakember, aki Bécsben él és dolgozik.

## Élete és tanulmányai
Középiskolai tanulmányait a Gundel Károly Vendéglátó és Turisztikai Technikumban végezte. Még az érettségi megszerzése előtt letette a Deutsches Sprachdiplom (DSD) felsőfokú német nyelvvizsgát.
Első szakmáját, az idegenvezetői képzést a budapesti Európai Üzleti Polytechnikumban szerezte meg 2011-ben. Ezután több országban is szakmai tapasztalatot szerzett, többek között Németországban, Tunéziában, Angliában és Ausztriában (Bécsben).
Bécsben a Bécsi Egyetemen két szakot is látogatott egyszerre: történelem és tolmács-fordító szakokat. Végül tolmács-fordítóként végezte az egyetemet 2019-ben; nyelvei magyar, német és angol.

## Pályafutása
Mialatt Bécsben idegenvezetőként dolgozott, egy családi tragédia visszaterelte őt a már gyerekként is megmutatkozó kreatív oldalához. Fényképezéssel és tervezőgrafikával kezdett foglalkozni.
Ez irányú képzéseit Budapesten és Bécsben végezte. 2020-ban a budapesti Képző- és Iparművészeti Szakgimnázium és Kollégium (Kisképző) tanárai által vezetett képzésen grafikusként végzett. 2021-ben a bécsi Werbeakademie WIFI Wienen szerzett Web Design und Producing képesítést. Hároméves Grafik- und Kommunikationsdesign képzését 2023-ban végezte a bécsi Höhere Graphische Bundes-Lehr- und Versuchsanstalt (Die Graphische) iskolában, kiváló minősítéssel. 2024-ben a budapesti Hollóka Grafikai Műhely UX/UI Designer képzését látogatta és végezte el.
2021 szeptemberében megalapította saját cégét, Agnes Reczi Werbegrafiker néven, amely szitanyomatos pólókat is készített és forgalmazott Reczi Design márkanév alatt. Ezt követően a grafikai tervezés és a márkaépítés területekre specializálódott.
2025-ben részt vett a Lean In Femspace Mentorprogramjában, ahol mint mentor segítette az induló vagy már működő vállalkozásokat erős és egyedi márkaépítésben.

## Közéleti tevékenysége
2025-ben a Bécsi Gazdasági Kamara (Wirtschaftskammer Wien) választásain a Team Wirtschaftsbund listáján szerepelt, Jürgen Bauer vezetésével. A csapat célja, hogy továbbra is támogassa a reklám és piaci kommunikáció területen tevékenykedő vállalkozásokat.

## Díjak és megjelenések
- Fight for Kindness by TypeCampus & Zetafonts pályázat és kiállítás (2023)[4] GLOBAL EXHIBITS: Sofia, Bulgária; Budapest, Magyarország; Milánó, Olaszország; Róma, Olaszország; Leamington Spa, UK; Los Angeles, US
- Kiválóság minősítés: Magyar Logó Díj 2024 – Das Schinakl – Logo redesign[5]
- Magyar Logó Díj 2024 Könyv, Vasvári Péter, ISBN 978-615-02-1455-9[5]
- „Az élet apró örömei” kiállítás[6], Bécs, (2025)